# Грубер, Венцеслав Леопольдович
Венцесла́в Леопо́льдович Гру́бер (нем. Wenceslas Gruber; 1814 года, Богемия — сентябрь 1890 года) — профессор Императорской Военно-медицинской академии. Член-корреспондент Петербургской АН (1866). По происхождению немец. Тайный советник.

## Биография и учёная деятельность
Родился 24 сентября 1814 года в замке Круканице близ монастыря Тепль, около города Мариански Лазни, в семье бочара.

### В Праге
Образование получил в пражской гимназии и Карловом университете. На первом же курсе Грубер начал заниматься анатомией столь усердно и успешно, что известный Гиртл, занимавший тогда в Праге кафедру анатомии, пригласил его в помощники, а затем и в прозекторы. В 1842 году он окончил университетский курс, а в 1844 г. напечатал свою докторскую диссертацию («Анатомическое исследование урода с двумя туловищами»).

### В Санкт-Петербурге

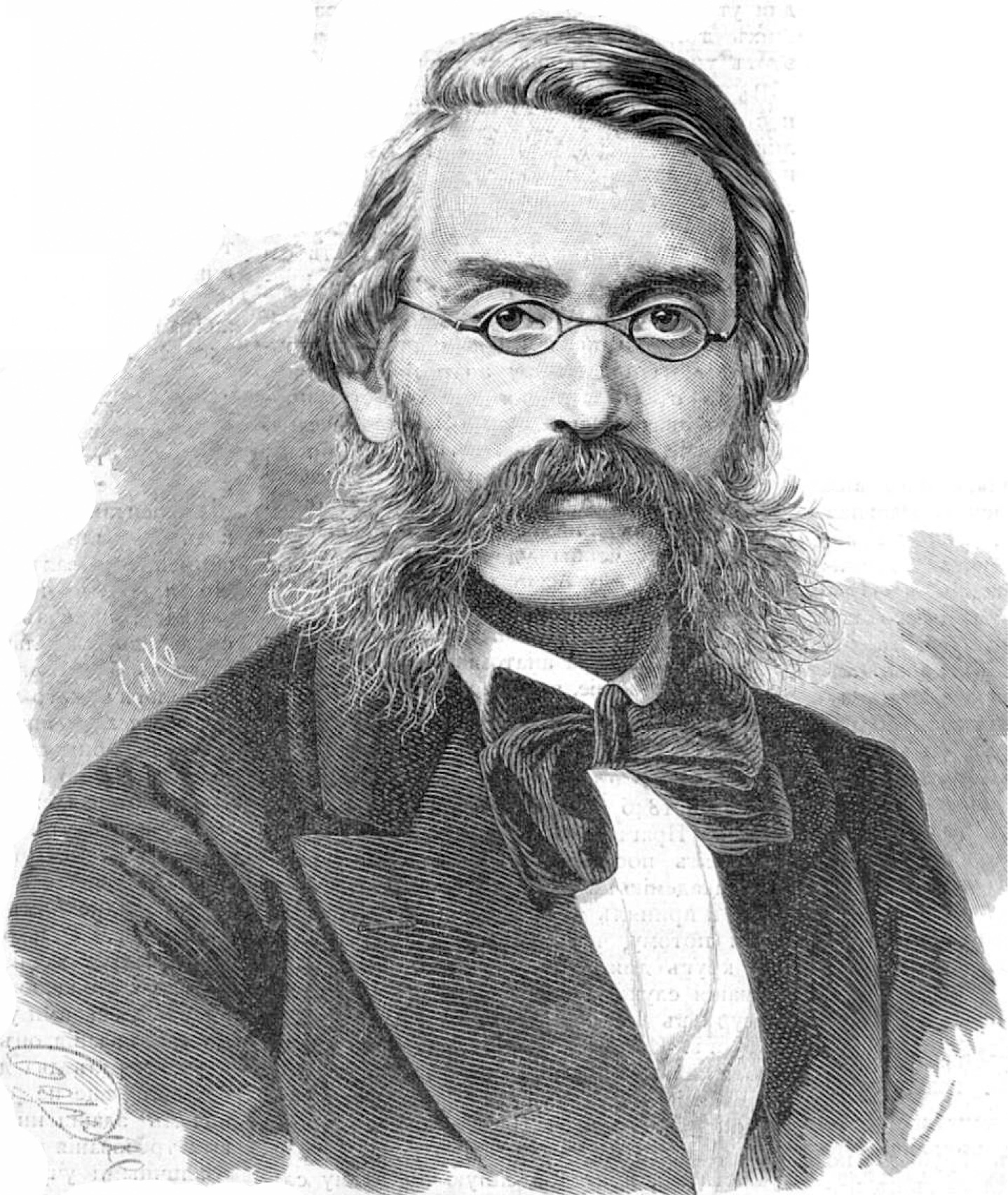
В. Л. Грубер, 1872 год

В 1846 г. Н. И. Пирогов (по поручению медико-хирургической академии) пригласил его преподавать анатомию студентам академии и заведывать её анатомическим институтом. В 1847 г. Грубер приехал в Санкт-Петербург; но то, что он там нашёл, далеко не соответствовало его ожиданию. Кафедры анатомии ему не дали; анатомический институт был тесен, без всяких приспособлений для работ; не было анатомического музея, инструментов, страшный беспорядок в занятиях со студентами и невозможность его устранить, даже материальная нужда и пр. Около трёх лет Грубер старался правильно поставить учебное дело, но, потеряв надежду его упорядочить, углубился в собственные научные занятия и в продолжение 8 лет не заходил в препаровочную; лекции же читал небольшому кружку лиц, интересовавшихся анатомией. Пирогов тогда не пользовался влиянием и ничего не мог сделать для Грубера.
Только в 1856 году, после ухода Пирогова из академии, Грубер стал преподавателем практической анатомии и директором анатомического института, а в 1858 году была учреждена для него кафедра описательной анатомии, обещанная ему 11 лет тому назад. С того момента он уже не только выдающийся учёный, но и образцовый преподаватель, окружённый толпой учеников. Он читал лекции студентам, врачам, и если был требователен к своим слушателям, то и много им давал. Прекрасно читая лекции, он обставлял их множеством демонстраций; при нём сделались фактически обязательными для всех студентов 2 курса практические занятия по анатомии; требовал повторных занятий для экзаменующихся на звание лекаря и доктора медицины. Допускал посторонних лиц к практическим занятиям и первый открыл доступ в секционный зал женщинам, посвятившим себя медицине; выдавая свидетельства об окончании у него курса практических занятий по анатомии, он облегчал этим женщинам приём в заграничные университеты. Среди его учениц были Надежда Суслова и Варвара Кашеварова, первые женщины, получившие звание врача в России. Около трети всего числа врачей в России были слушателями Грубера.
Только в 1871 году улучшились внешние условия занятий — был выстроен роскошный анатомический институт по его планам. При богатом анатомическом материале — через его руки прошло свыше 30 000 трупов — он создал богатейший в России анатомический музей: в нём насчитывалось, например, 10 000 черепов.

### Достижения в науке
Успехи Грубера в анатомии:
- открыл некоторые новые сосуды;
- исследовал уклонения различных сосудов от нормального хода и дал числа относительной частоты этих уклонений;
- исследовал слизистые сумки тела: некоторые из них им впервые открыты;
- открыл и описал некоторые новые кости, аномалии позвонков, числа рёбер, ключицы;
- открыл целый ряд новых мускулов, дал статистику различных вариаций мышц и мышечных групп в числе, форме и пр.;
- описал фасции шеи, форму и положение мужской грудной железы и случаи её чрезмерного развития;
- дал множество статей с новыми открытиями о гортани, положении брюшных внутренностей и пр.

Особенное значение придаёт его исследованиям по анатомии человека сравнительно-анатомическая точка зрения: то, что в организме человека мы рассматриваем как аномалии, уклонение, — у различных млекопитающих, птиц является как норма. Есть у Грубера работы по сравнительной анатомии, по патологической истории развития и по нормальной.

### Личные качества
Грубер был суров на вид, строг в своих законных требованиях, добр в обыденной жизни, откровенен до резкости в выражении своих мнений, необыкновенно трудолюбив и предан своему делу; нередко он просиживал в анатомическом театре от 8 часов утра до 3 час. ночи. Из товарищей он близко сошёлся с С. П. Боткиным и И. М. Сеченовым. На русской службе он состоял в течение 45 лет, оставаясь австрийским подданным и немцем в душе.
Умер на родине в сентябре 1890 года.

## Издания
Научные работы Грубера поражают их количеством и качеством. Анатом Лушка выразился о нём, что в тех областях, где работал Грубер, для исследований другого ничего не остаётся. Один перечень его работ мог составить несколько печатных листов: свыше 500 монографий, статей, рефератов; печатал он их на немецком языке и издавал или за границей, или в «Бюллетенях» и «Мемуарах» Петербургской академии наук; лишь одна его работа появилась прямо на русском языке.